# Kanton Agde
Der Kanton Agde ist seit 1790 ein französischer Wahlkreis im Département Hérault, in den Arrondissements Béziers und Montpellier. Er hat 52.712 Einwohner (Stand: 1. Januar 2022).
Im Zuge der Neuordnung der französischen Kantone im Jahr 2015 wurde der Kanton mit ehemals vier Gemeinden um die Gemeinde Portiragnes erweitert, die bis dahin zum Kanton Béziers-2 gehört hatte.
Vertreter im Generalrat des Départements war von 2008 bis 2015 Sébastien Frey (NC). Für die Periode 2015–2021 vertreten den Kanton Marie-Christine Fabre de Roussac (LR) und Sébastien Frey (UDI).

## Gemeinden
Der Kanton besteht aus fünf Gemeinden mit insgesamt 52.712 Einwohnern (Stand: 1. Januar 2022) auf einer Gesamtfläche von 182,82 km²:
| Gemeinde    | Einwohner 1. Januar 2022 | Fläche km² | Dichte Einw./km² | Code INSEE | Postleitzahl | Arrondissement |
| ----------- | ------------------------ | ---------- | ---------------- | ---------- | ------------ | -------------- |
| Agde        | 29.612                   | 50,81      | 583              | 34003      | 34300        | Béziers        |
| Bessan      | 5.705                    | 27,65      | 206              | 34031      | 34550        | Béziers        |
| Marseillan  | 8.047                    | 51,71      | 156              | 34150      | 34340        | Montpellier    |
| Portiragnes | 3.388                    | 20,16      | 168              | 34209      | 34420, 34450 | Béziers        |
| Vias        | 5.960                    | 32,49      | 183              | 34332      | 34450        | Béziers        |
| Kanton Agde | 52.712                   | 182,82     | 288              | 3401       | –            | –              |

Bis zur landesweiten Neuordnung der französischen Kantone im März 2015 gehörten zum Kanton Agde die vier Gemeinden Agde, Bessan, Marseillan und Vias. Sein Zuschnitt entsprach einer Fläche von 162,66 km2.